# Весли Робертс
Весли Тајкјарики Робертс (Раротонга, 24. јун 1997) пливач је чија специјалност су трке слободним стилом, а који на међународној сцени представља океанијску територију Кукова Острва. 

## Спортска каријера
Робертс је озбиљније почео да се бави пливањем након пресељења у Аустралију, у град Вулонгонг. Први запаженији успех у каријери постигао је на првенству Океаније 2016. на Фиџију, где је освојио златну медаљу у трци на 1.500 метара слободним стилом. Била је то уједно и прва златна медаља у пливању на међународној сцени за Кукова Острва, те први пут да неки од пливача из Аустралије или Новог Зеланда нису освојили злато на том првенству. На том првенству Робертс је успео да исплива и Б квалификациону норму за наступ на предстојећим ЛОИ 2016. у Рију. У Рију је испливао укупно 44. време у трци на 1.500 метара слободним стилом.
На светским првенствима је дебитовао 2016. на првенству у малим базенима у Виндзору, а већ наредне године по први пут је запливао и на Првенству света у великим базенима у Будимпешти. 
Учествовао је и на Играма комонвелта у Гоулд Коусту 2018, где је освојио високо шесто место у финалу трке на 1.500 метара слободним стилом. 
На светском првенству у корејском Квангџуу 2019. такмичио се у тркама на 200 слободно (43) и 400 слободно (35. место). 